# N400 (EEG)
N400 is een negatieve golf in het elektro-encefalogram (EEG) die op ongeveer 400 msec optreedt na het begin van een semantisch deviant woord. Dit is een woord dat qua betekenis afwijkt van de strekking van een zin waarin dit woord is ingebed. De N400 is een component van de ERP waaraan zeer veel publicaties zijn gewijd. N400 treedt op in zowel geschreven als gesproken teksten.

## Een voorbeeld
In de zin:  Jan eet patat met mayonaise, sluit het woord mayonaise qua betekenis goed aan bij de strekking van de zin. Heel anders ligt dit bij de zin: Jan eet patat met schoen. Het woord schoen zal dan ook een N400 oproepen maar het woord mayonaise niet. De N400 zal ook niet optreden als het laatste woord van de zin anders is afgedrukt (dus fysisch afwijkt van de rest), zoals: Jan eet patat met MAYONAISE

## Relevantie van N400 voor het taalonderzoek
De N400, in 1980 ontdekt door de Amerikaanse cognitieve psycholoog M. Kutas is voor de psycholinguïstiek een belangrijk fenomeen, omdat ze aantoont dat verwerking van betekenis van taal (of: semantische integratie) een specifieke activiteit in de hersenen oproept. Dat N400 specifiek is voor betekenis en niet voor grammaticale (of: syntactische) aspecten van zinsverwerking is later uit ERP-studies van onderzoekers van het Max Planck Instituut voor Psycholinguïstiek uit Nijmegen duidelijk geworden.
Als men namelijk aan een proefpersoon een zin aanbiedt waarin een woord is ingebed dat grammaticaal incorrect is maar semantisch wel kan worden geïntegreerd, zal er geen N400 verschijnen maar een langzame positieve golf (P600 geheten). Bijvoorbeeld, in de zin het  verwende kind gooien het speelgoed op de grond, is gooien (de infinitief) incorrect. Dit woord zal geen N400 maar een P600 oproepen.